# Beau Brummell (1954)
Beau Brummell ist ein US-amerikanisch-britischer Spielfilm aus dem Jahr 1954 nach einer Vorlage des Bühnenstücks Beau Brummell von Clyde Fitch aus dem Jahr 1889. Es beschäftigt sich mit dem Leben des Briten George Bryan Brummell, der sich als Lebemann und Freund des britischen Thronfolgers Georg IV., Prince of Wales, einen Namen machte. In der DDR lief der Film unter dem Titel Beau Brummell – Rebell und Verführer.

## Handlung
Der Film spielt am Anfang des 19. Jahrhunderts. George Bryan Brummell ist ein Husarenoffizier, der aufgrund seiner Extravaganzen nur Beau Brummell genannt wird. Doch diese Eigenheiten stoßen beim britischen Thronfolger Georg IV., Prince of Wales, auf keinerlei Gegenliebe. Beau muss nach einem Konflikt mit dem Prinzen Abschied von seinem Regiment nehmen. Nach kurzer Zeit und einigen wichtigen Gesprächen allerdings erkennt der Thronfolger in Brummel einen treuen Kritiker und versöhnt sich mit ihm.
Lady Patricia Belham, bereits de facto mit Lord Edwin Mercer verlobt, ist von der ersten Begegnung an von Brummel angetan und verliebt sich in ihn, kann aber diese nicht standesgemäße Liebe, die durchaus von Brummel selbst ausging, nicht leben.
Beau macht als enger Freund und persönlicher Berater des Prinzen Karriere. Georg III., der Vater des Prinzen, gilt zunehmend als geistig umnachtet und kann eigentlich die Regierungsgeschäfte nicht mehr führen. Doch mehrere Personen der Regierung versuchen, den Prinzen aus Machtinteresse vom Thron fernzuhalten. Der Prinz veranstaltet einen Geburtstagsball bei dem Beau zum ersten Mal einen schwarzen Frack präsentiert – aber die beiden Männer entzweien sich aufgrund Brummels Drängen, der Thronfolger könne sich seinem eigenen Parlament unter dem Premierminister Pitt nicht billig unterordnen und keine Einschränkung akzeptieren. Nach einem Affront bei diesem Ball muss Beau, da nun die Freundschaft mit George zerbrochen ist, das Land verlassen.
Völlig mittellos und schwerkrank fristet er in Frankreich sein Dasein. George, der von Beaus Schicksal erfahren hat, verbindet einen Staatsbesuch mit einem privaten Besuch bei dem einstigen Freund, den er im Sterben vorfindet. Am Sterbebett kommt es zur Versöhnung der beiden Männer.

## Kritiken
„Mit erheblichem Aufwand elegant inszenierter Unterhaltungsfilm, der dank hervorragender Darsteller und geschliffener Dialoge angenehm unterhält.“